# 勒托尔普
勒托尔普（法語：Le Torpt）是法国厄尔省的一个市镇，属于贝尔奈区（Bernay）伯泽维尔县（Beuzeville）。该市镇总面积6.59平方公里，2009年时的人口为312人。

## 人口
勒托尔普人口变化图示